# Védanta
Le védanta (devanāgarī : वेदान्त ; IAST : vedānta ; terme sanskrit signifiant « fin, aboutissement, conclusion des Vedas ») ou Uttara mimamsa, est une école de philosophie indienne āstika, fondée par Adi Shankara[réf. nécessaire], grâce à son commentaire de l'œuvre de Bādarāyaṇa, auteur supposé du Brahma Sutra (~200 av. J.-C.).
Les principaux textes sur lesquels s'appuie le Vedānta sont les Upanishad, dont douze ou treize en particulier terminent le Veda, les Brahma Sūtra (également connus sous le nom de Vedānta-Sūtra), qui sont des interprétations des Upanishad et enfin la Bhagavad-Gītā. Ces trois textes sont connus sous le terme sanskrit de prasthāna qui signifie « fondement (du système philosophique du Vedānta) ».
Le Vedānta est issu de l'hindouisme ancien qui se consacre à la relation de l'humain à Dieu et la réalisation de la réalité ultime : le moksha. Il a été commenté par de nombreux sages (rishi) au cours des siècles.
Il existe plusieurs écoles se rattachant à la philosophie du Vedānta, parmi lesquelles celle de :
- Adi Shankara, école de la non-dualité : Advaita Vedānta.
- Ramanuja où la non-dualité prime mais avec des nuances : Vishishtadvaita.
- Madhva où la dualité entre l'âme et l'Absolu (brahman) est mise en avant : Dvaita Vedānta.
- Bhaskara où le brahman et la création sont à la fois séparés et liés[1] :  Bhedābheda Vedānta
- Nimbarka, école de la « dualité dans la non-dualité »[1] : Dvaitadvaita (qui se rattache au Bhedābheda Vedānta[6]).
- Vallabhācārya, école du « monisme pur »[1] : Śuddhādvaita.

## Doctrine
(septembre 2014).
Le Vedānta définit la nature de l'Existence, enseignant que le Soi (ātman) est de même nature que le Brahman, la Réalité ultime indifférenciée. La perception de cette réalité est obscurcie en l'homme par la fausse idée (vikalpa) qu'il a de lui-même et du monde, l'empêchant de vivre la plénitude de l'unité. Dans les Upaniṣad, la Conscience pure, appelée Brahman (le Soi universel), est présentée comme le substrat de l'univers, à partir duquel apparaissent le monde et aussi la conscience individualisée (ahaṃkāra). Mais toutes ces formes, selon le Vedānta, ne sont que des apparences illusoires, parce que seul le Brahman existe en réalité. Le monde tout entier n'est pas ce qu'il semble être : il n'a pas d'existence indépendante, il est la manifestation d'une réalité ultime, il est une simple apparence, et il surgit par le jeu de māyā, le pouvoir créateur inhérent au Brahman.
C'est sur ce dernier aspect que l'Advaita Vedānta qui est l'une des écoles la plus représentative du Vedānta aujourd'hui, insiste particulièrement (Ādi Śaṅkara, 800 ap. J.-C.) C'est elle qui est à l'origine du concept de la Non-Dualité telle qu'elle s'est répandue à travers le monde et principalement en Occident. On[Qui ?] dit de Shankara qu'il a influencé beaucoup de penseurs indiens comme Sri Aurobindo, Rabindranath Tagore, Osho, Ramana Maharshi et beaucoup de scientifiques étrangers comme Schrödinger et Einstein.
Les autres écoles du Vedānta sont : Viśiṣṭādvaita de Rāmānuja, Dvaitādvaita de Nimbarka, Dvaita de Madhva, Śuddhādvaita de Vallabha Acharya, Bhedābheda de Bhāskara.
Le Vedānta a associé à son développement ultérieur d'autres éléments philosophiques empruntés à un autre système Indien, le Sāṃkhya, qui définit par exemple trois "qualités" (les guṇa) présidant à la Nature, trois modes d'existence, trois modalités de la matière :
- tamas (ténèbre), principe inférieur d'obscurité, d'inertie, de lourdeur, d'ignorance (notamment spirituelle), d'incapacité.
- rajas (rouge), principe de désir, action et passion.
- sattva (le fait d'être), principe supérieur d'équilibre, d'harmonie, de lumière, de sincérité, de pureté.

### La voie de la connaissance
La sortie de l'illusion et de l'ignorance (avidyā) se fait par la voie de la connaissance (jñāna) enseignée dans les Upaniṣad par ces trois déclarations :
- seul le brahman est réel (brahma satyam)
- le monde est illusoire (jagan mithyā)
- l'être vivant (individu dans un corps limité) n'est pas différent de brahman (jīvo brahmaiva nāparah).

L'étudiant doit réaliser que le Soi en lui n'est pas différent de brahman, par une expérience directe : l'Ātman est Brahman, ce qui l'amène à percevoir la présence du brahman en tout.
C'est le maître (guru) qui aide l'étudiant à réaliser sa nature éternelle en lui délivrant l'enseignement, résumé par cette grande déclaration :  Tat tvam asi, « Tu es Cela ».
Ayant reçu l'enseignement, l'étudiant doit réfléchir par lui-même, et il doit aussi méditer sur le Soi. La contemplation sur le message des Écritures est un support pour cette méditation, comme ce mantra par exemple qui affirme notre nature divine et pleine de félicité : So'ham, « Je suis Cela ».

### Advaita Vedānta
Pour l'Advaita Vedānta, l'univers est une unique entité, une Totalité interconnectée. Les distinctions entre objets résultent de l'ignorance de la vraie nature de la Réalité, identique au brahman, qui transcende le temps et l'espace. Dans cet état d'ignorance, l'individu est prisonnier des illusions du monde et n'échappe pas aux réincarnations successives, fruit de son karma.
Advaita signifie littéralement « pas deux, non duel ». C'est la doctrine du monisme avancée par Ādi Śaṅkara. La réalité est classée en trois niveaux : Transcendental, Pragmatique et Apparent. Comme en comparaison du Brahman, qui est la Réalité Suprême, toutes les autres réalités - y compris l'univers, les individus et même Īśvara (le Seigneur Suprême) - ne sont pas réelles. L'univers, les individus et Ishvara sont vrais seulement dans le niveau Pragmatique. Shankara dit qu'ils ont une "réalité relative". Pour les Advaitistes (non-dualistes), la Réalité Ultime s'exprime comme nirguna-Brahman, "Absolu sans qualité", "Dieu sans attribut". Le Brahman est Vérité infinie, Conscience infinie et Félicité infinie (Sat-Chit-Ânanda). Le Brahman absolu devient le Seigneur Suprême (Īśvara) sous l'effet de Son pouvoir créateur appelé Māyā. L'univers matériel, et l'apparence des âmes individuelles innombrables, sont aussi à cause de la Māyā. La vraie connaissance (Jñāna) du Brahman est le moyen de la libération - quand l'âme individuelle réalise qu'elle n'est rien d'autre que le Brahman ; cependant, les bons Karma (fruits de l'action juste) et la Bhakti (dévotion) sont également reconnus comme des soutiens dans la voie vers la vraie connaissance.
Lucian Blaga a souvent utilisé les concepts Marele Anonim (« le Grand Anonyme ») et cenzura transcendentă (« la censure transcendante ») dans sa philosophie. Il a été influencé par les concepts de Śaṅkara sur le Brahman (« Dieu ») et la māyā (« illusion »). Chez Śaṅkara, le Brahman est entendu comme nirguna Brahman (« Dieu sans attributs »), tandis qu’īśvara est saguna Brahman (« Dieu avec des attributs »). Louis Renou souligne que Brahman est supérieure à īśvara, tandis qu’Olivier Lacombe écrit que Brahman est le superlative du īśvara. Brahman est différent par rapport à Zeus chez les Grecs, ainsi que Dieu chez les chrétiens ou chez les juifs, qu’Allah chez les musulmans, parce qu'il est transpersonnel. La māyā est un concept fondamental en Védanta. Ce concept a plusieurs significations. Le terme a souvent été traduit comme « illusion ». Selon L. Thomas O'Neil, la māyā signifie « mesurer l'incommensurable ».

### Viśiṣṭādvaita Vedānta
Pour le Viśiṣṭādvaita Vedānta, la réalité est caractérisée par la qualification et l'unité, où Dieu, les âmes individuelles (cit) et l'univers (acit) sont fondamentalement distincts, mais unis en une seule entité organique. Cette philosophie postule que bien que toutes les âmes et la matière existent séparément, elles sont néanmoins subordonnées à Dieu et Lui appartiennent.
Le terme "Viśiṣṭādvaita" signifie "Advaita (non-dualisme) qualifié", ce qui implique l'idée que, bien que l'univers soit essentiellement un, il est également qualifié par la multiplicité. La doctrine a été principalement proposée par Rāmānuja, qui a réfuté la perspective moniste absolue de Ādi Śaṅkara. Au lieu de cela, il a présenté un monde où le divin, connu sous le nom de Nārāyaṇa ou Viṣṇu, existe en harmonie avec l'infinité des âmes individuelles et la réalité matérielle, tous étant les modes ou attributs de cette divinité suprême.
Selon le Viśiṣṭādvaita, la libération (moksha) est atteinte en reconnaissant et en adorant Dieu, qui est le refugium (abri) ultime de toutes les âmes. La dévotion (Bhakti) et la reddition totale à Dieu (Prapatti) sont considérées comme les voies principales vers la libération. Les âmes individuelles, bien qu'éternellement distinctes, aspirent à se fondre dans le dévouement à Dieu, atteignant ainsi une union d'amour. Ceci se distingue de la perspective suggérée par l'Advaita Vedānta, selon laquelle l'âme individuelle réalise qu'elle est Brahman, une conscience pure sans qualités et dénuée de toute notion d'individualité.
Rāmānuja a également mis en avant l'idée que Dieu, étant miséricordieux, accorderait la grâce nécessaire pour atteindre moksha, soulignant l'importance de la relation personnelle avec le divin. Dans cette philosophie, l'univers et les âmes ne sont pas des illusions mais des réalités qualifiées, et leur perception distincte n'est pas due à l'ignorance, mais plutôt à leur vraie nature en tant que manifestations variées de Dieu.

## Principaux philosophes et commentateurs du Vedānta

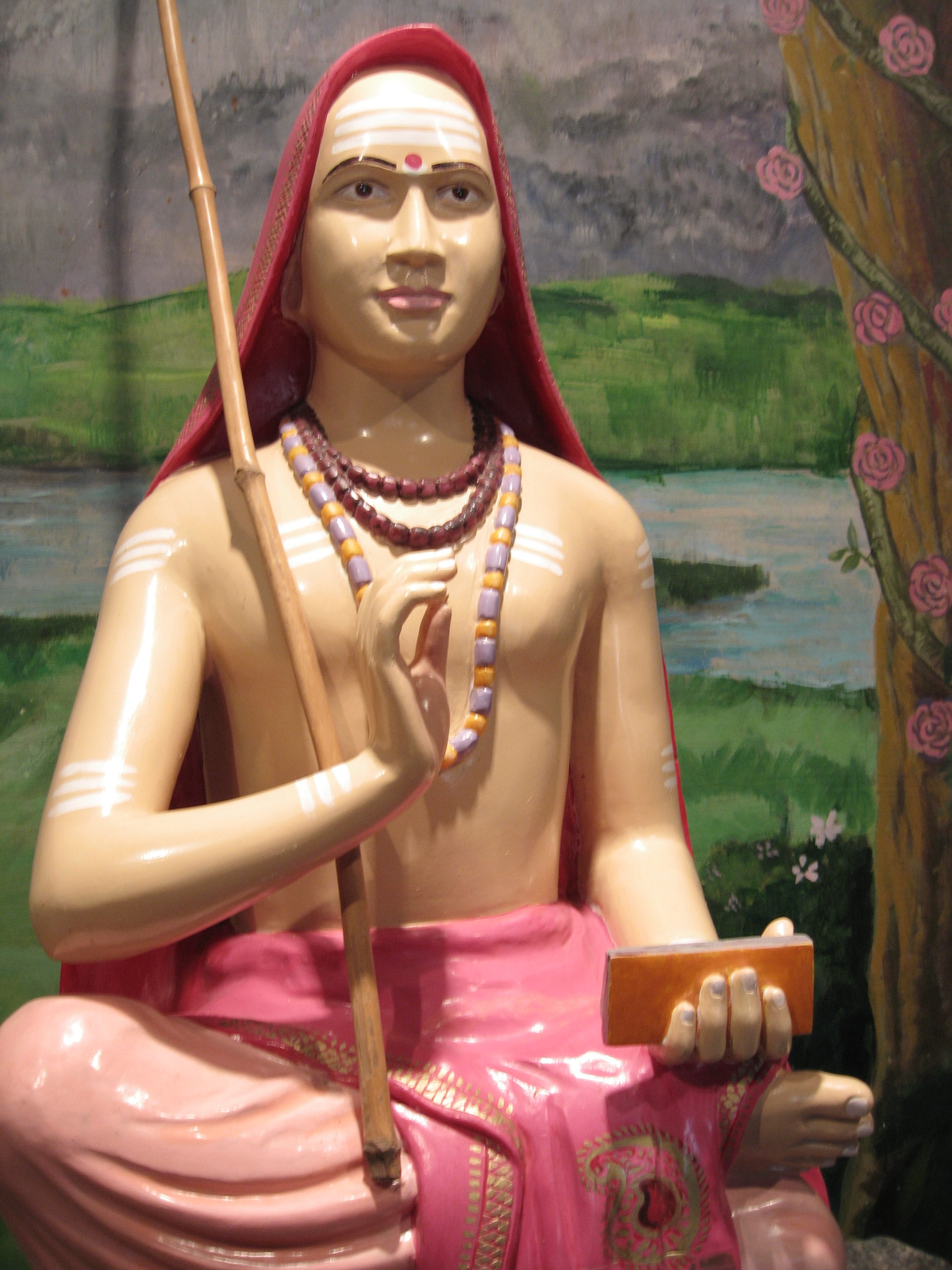
Ādi Śaṅkara

Les principaux philosophes et commentateurs du Vedānta sont notamment :
- Gauḍapāda (VIe ou VIIe siècle de l'ère courante), commentateur important du Vedānta.
- Govindanātha (VIIIe siècle), disciple de Gauḍapāda et maître de Ādi Śaṅkara.
- Ādi Śaṅkara (788-820), le philosophe et commentateur le plus célèbre de l'Advaita Vedānta, la non-dualité.
- Rāmānuja (env. 1017-1137), le fondateur du Viśiṣṭādvaita : la non-dualité qualifiée.
- Nimbārka (XIIe siècle), le fondateur du Dvaitādvaita.
- Madhva (1197-1276), le fondateur du Dvaita : la dualité entre l'âme et l'Absolu.
- Vallabhācārya (1479-1531), le fondateur du Śuddhādvaita.
- Sadānanda Yogīndra (XVIe siècle), auteur du Vedāntasāra.